# Filippo del Palatinato (elettore palatino)
Filippo di Wittelsbach detto il Giusto (Heidelberg, 14 luglio 1448 – Germersheim, 28 febbraio 1508) fu elettore palatino del Reno, appartenente al casato dei Wittelsbach, dal 1476 al 1508.

## Biografia
Filippo era l'unico figlio di Ludovico IV del Palatinato e di sua moglie, Margherita di Savoia. All'età di un anno fu affidato alla protezione dello zio Federico, che successivamente lo adottò. Nel 1474 sposò Margherita di Baviera-Landshut, figlia di Ludovico IX di Baviera e ricevette in dote il Palatinato Superiore. Alla morte del proprio padre adottivo nel 1476, egli assunse il titolo di elettore. Nel 1499 ereditò anche i domini delle due casate estinte del Palatinato-Mosbach e del Palatinato-Neumarkt. Perse la guerra di successione di Landshut nel 1504 contro Alberto IV di Baviera.
Nel 1481 invitò Johann von Dalberg all'Università di Heidelberg.

## Matrimonio ed eredi
Dal matrimonio con Margherita nacquero i seguenti figli che raggiunsero l'età adulta:
- Ludovico (2 luglio 1478 – 16 marzo 1544).
- Filippo (5 luglio 1480 – 5 gennaio 1541), vescovo di Frisinga (1498–1541) e Naumburg (1517–41).
- Roberto (14 May 1481 – 20 August 1504), vescovo di Frisinga (1495–1498), sposò:
  - Elisabetta di Baviera, fu padre di Ottone Enrico del Palatinato.
- Federico (9 dicembre 1482 – 26 febbraio 1556).
- Elisabetta (16 novembre 1483 – 24 giugno 1522), sposò:
  - nel 1498 Guglielmo III d'Assia-Marburgo;
  - nel 1503 Filippo I di Baden.
- Giorgio (10 febbraio 1486 – 27 settembre 1529), vescovo di Spira (1515–1529).
- Enrico (15 febbraio 1487 – 3 gennaio 1552), vescovo di Utrecht (1523–1529) di Frisinga (1541–1552) e Worms (1523–1552).
- Giovanni (7 maggio 1488 – 3 febbraio 1538), vescovo di Ratisbona (1507–1538).
- Amalia (25 luglio 1490 – 6 gennaio 1524), sposò: 
  - nel 1513 Giorgio I di Pomerania-Wolgast.
- Barbara (28 August 1491 – 15 August 1505).
- Elena (9 febbraio 1493 – 4 agosto 1524), sposò: 
  - nel 1513 Enrico V di Meclemburgo-Schwerin.
- Volfango (31 ottobre 1494 – 2 aprile 1558).
- Ottone Enrico (6 maggio 1496 – 31 maggio 1496).
- Caterina (14 ottobre 1499 – 16 gennaio 1526).

## Ascendenza
|                                                     |                                 |                                            | Genitori                                 |  |  | Nonni |  |  | Bisnonni                                          |  |  | Trisnonni                                            |  |
|                                                     |                                 |                                            |                                          |  |  |       |  |  | Ruprecht, XXXV imperatore del Sacro Romano Impero |  |  | Ruprecht II, XXIV elettore e conte palatino del Reno |  |
|                                                     |                                 |                                            |                                          |  |  |       |  |  | Ruprecht, XXXV imperatore del Sacro Romano Impero |  |  | Ruprecht II, XXIV elettore e conte palatino del Reno |  |
|                                                     |                                 | principessa Beatrice d'Aragona             |                                          |  |  |       |  |  | Ruprecht, XXXV imperatore del Sacro Romano Impero |  |  |                                                      |  |
| Ludwig III, XXVI elettore e conte palatino del Reno |                                 |                                            |                                          |  |  |       |  |  | Ruprecht, XXXV imperatore del Sacro Romano Impero |  |  |                                                      |  |
|                                                     |                                 | burgravia Elisabeth von Nürnberg           | Friedrich V, XII burgravio di Norimberga |  |  |       |  |  |                                                   |  |  |                                                      |  |
|                                                     |                                 | burgravia Elisabeth von Nürnberg           | Friedrich V, XII burgravio di Norimberga |  |  |       |  |  |                                                   |  |  |                                                      |  |
|                                                     |                                 | burgravia Elisabeth von Nürnberg           | margravia Elisabeth von Meißen           |  |  |       |  |  |                                                   |  |  |                                                      |  |
| Ludwig IV, XXVII elettore e conte palatino del Reno |                                 | burgravia Elisabeth von Nürnberg           |                                          |  |  |       |  |  |                                                   |  |  |                                                      |  |
|                                                     |                                 | Amedeo di Savoia, III principe di Acaia    | Giacomo di Savoia, II principe di Acaia  |  |  |       |  |  |                                                   |  |  |                                                      |  |
|                                                     |                                 | Amedeo di Savoia, III principe di Acaia    | Giacomo di Savoia, II principe di Acaia  |  |  |       |  |  |                                                   |  |  |                                                      |  |
|                                                     |                                 | Amedeo di Savoia, III principe di Acaia    | Marguerite de Beaujeu                    |  |  |       |  |  |                                                   |  |  |                                                      |  |
| principessa Matilde di Savoia-Acaia                 |                                 | Amedeo di Savoia, III principe di Acaia    |                                          |  |  |       |  |  |                                                   |  |  |                                                      |  |
|                                                     |                                 | contessa Catherine de Genève               | Amédée III, XX conte di Ginevra          |  |  |       |  |  |                                                   |  |  |                                                      |  |
|                                                     |                                 | contessa Catherine de Genève               | Amédée III, XX conte di Ginevra          |  |  |       |  |  |                                                   |  |  |                                                      |  |
|                                                     |                                 | contessa Catherine de Genève               | contessa Mathilde d'Auvergne             |  |  |       |  |  |                                                   |  |  |                                                      |  |
| Philipp, XXIX elettore e conte palatino del Reno    |                                 | contessa Catherine de Genève               |                                          |  |  |       |  |  |                                                   |  |  |                                                      |  |
|                                                     | Amedeo VII, XIX conte di Savoia | Amedeo VI, XVIII conte di Savoia           |                                          |  |  |       |  |  |                                                   |  |  |                                                      |  |
|                                                     | Amedeo VII, XIX conte di Savoia | Amedeo VI, XVIII conte di Savoia           |                                          |  |  |       |  |  |                                                   |  |  |                                                      |  |
|                                                     | Amedeo VII, XIX conte di Savoia | duchessa Bonne de Bourbon                  |                                          |  |  |       |  |  |                                                   |  |  |                                                      |  |
| Amedeo VIII, I duca di Savoia                       | Amedeo VII, XIX conte di Savoia |                                            |                                          |  |  |       |  |  |                                                   |  |  |                                                      |  |
|                                                     |                                 | duchessa Bonne de Berry                    | Jean, I duca di Berry                    |  |  |       |  |  |                                                   |  |  |                                                      |  |
|                                                     |                                 | duchessa Bonne de Berry                    | Jean, I duca di Berry                    |  |  |       |  |  |                                                   |  |  |                                                      |  |
|                                                     |                                 | duchessa Bonne de Berry                    | contessa Jeanne d'Armagnac               |  |  |       |  |  |                                                   |  |  |                                                      |  |
| duchessa Margherita di Savoia                       |                                 | duchessa Bonne de Berry                    |                                          |  |  |       |  |  |                                                   |  |  |                                                      |  |
|                                                     |                                 | Philippe II, XXV duca di Borgogna          | Jean II, XXXII re di Francia             |  |  |       |  |  |                                                   |  |  |                                                      |  |
|                                                     |                                 | Philippe II, XXV duca di Borgogna          | Jean II, XXXII re di Francia             |  |  |       |  |  |                                                   |  |  |                                                      |  |
|                                                     |                                 | Philippe II, XXV duca di Borgogna          | principessa Bonne de Luxembourg          |  |  |       |  |  |                                                   |  |  |                                                      |  |
| duchessa Marie de Bourgogne                         |                                 | Philippe II, XXV duca di Borgogna          |                                          |  |  |       |  |  |                                                   |  |  |                                                      |  |
|                                                     |                                 | Marguerite III, XXVIII contessa di Fiandra | Louis II, XXVII conte di Fiandra         |  |  |       |  |  |                                                   |  |  |                                                      |  |
|                                                     |                                 | Marguerite III, XXVIII contessa di Fiandra | Louis II, XXVII conte di Fiandra         |  |  |       |  |  |                                                   |  |  |                                                      |  |
|                                                     |                                 | Marguerite III, XXVIII contessa di Fiandra | duchessa Marguerite de Brabant           |  |  |       |  |  |                                                   |  |  |                                                      |  |
|                                                     |                                 | Marguerite III, XXVIII contessa di Fiandra |                                          |  |  |       |  |  |                                                   |  |  |                                                      |  |